# Gran Premio d'Austria 1998
Il Gran Premio d'Austria 1998 fu il decimo appuntamento della stagione di Formula 1 1998.
Disputatosi il 26 luglio sull'A1-Ring, ha visto la vittoria di Mika Häkkinen su McLaren, seguito da David Coulthard e da Michael Schumacher.

## Pre Gara
La Sauber si accorda con la Ferrari per la fornitura dei motori anche per il 1999.

## Qualifiche
Un'ora prima delle qualificazioni un violento temporale allaga la pista di Zeltweg. La sessione si svolge quindi su un tracciato che va via via asciugandosi e la strategia vincente si rivela quella di Giancarlo Fisichella che, ritardando fino all'ultimo il proprio tempo cronometrato, coglie la prima pole position in carriera (e l'ultima per la Benetton), la prima conquistata da un pilota italiano dopo quella di Riccardo Patrese nel Gran Premio d'Ungheria 1992. Anche il resto della griglia di partenza è piuttosto inusuale: Alesi ottiene il secondo tempo, precedendo i contendenti al titolo Häkkinen e Michael Schumacher e Barrichello, Salo, Frentzen, Irvine, Ralf Schumacher e Panis. Solo undicesimo Villeneuve, addirittura 14° Coulthard.

### Classifica
| Pos | N  | Pilota                | Costruttore/Motore    | Tempo    |        |
| --- | -- | --------------------- | --------------------- | -------- | ------ |
| 1   | 5  | Giancarlo Fisichella  | Benetton - Playlife   | 1:29.598 |        |
| 2   | 14 | Jean Alesi            | Sauber - Petronas     | 1:30.317 | +0.719 |
| 3   | 8  | Mika Häkkinen         | McLaren - Mercedes    | 1:30.517 | +0.919 |
| 4   | 3  | Michael Schumacher    | Ferrari               | 1:30.551 | +0.953 |
| 5   | 18 | Rubens Barrichello    | Stewart - Ford        | 1:31.005 | +1.407 |
| 6   | 17 | Mika Salo             | Arrows                | 1:31.028 | +1.430 |
| 7   | 2  | Heinz-Harald Frentzen | Williams - Mecachrome | 1:31.515 | +1.917 |
| 8   | 4  | Eddie Irvine          | Ferrari               | 1:31.651 | +2.053 |
| 9   | 10 | Ralf Schumacher       | Jordan - Mugen-Honda  | 1:31.917 | +2.319 |
| 10  | 11 | Olivier Panis         | Prost - Peugeot       | 1:32.081 | +2.483 |
| 11  | 1  | Jacques Villeneuve    | Williams - Mecachrome | 1:32.083 | +2.485 |
| 12  | 19 | Jos Verstappen        | Stewart - Ford        | 1:32.099 | +2.501 |
| 13  | 16 | Pedro Diniz           | Arrows                | 1:32.206 | +2.608 |
| 14  | 7  | David Coulthard       | McLaren - Mercedes    | 1:32.399 | +2.801 |
| 15  | 9  | Damon Hill            | Jordan - Mugen-Honda  | 1:32.718 | +3.120 |
| 16  | 12 | Jarno Trulli          | Prost - Peugeot       | 1:32.906 | +3.308 |
| 17  | 6  | Alexander Wurz        | Benetton - Playlife   | 1:33.185 | +3.587 |
| 18  | 15 | Johnny Herbert        | Sauber - Petronas     | 1:33.205 | +3.607 |
| 19  | 23 | Esteban Tuero         | Minardi - Ford        | 1:33.399 | +3.801 |
| 20  | 21 | Toranosuke Takagi     | Tyrrell - Ford        | 1:34.090 | +4.492 |
| 21  | 22 | Shinji Nakano         | Minardi - Ford        | 1:34.536 | +4.938 |
| 22  | 20 | Ricardo Rosset        | Tyrrell - Ford        | 1:34.910 | +5.312 |

## Gara
Al via, Alesi scatta piuttosto male e viene subito infilato da Häkkinen; alla prima curva il finlandese ha la meglio anche su Fisichella, portandosi in testa. In mezzo al gruppo, Takagi arriva ad una velocità eccessiva alla prima staccata, si intraversa e accompagna fuori pista Tuero e Herbert, creando parecchio scompiglio. Dopo poche curve, Diniz centra in pieno il compagno di squadra Salo; nell'incidente è coinvolto anche Coulthard, che rompe l'alettone anteriore della sua McLaren. Entra in pista la safety car; si ritirano Salo, Diniz, Takagi e Panis (rimasto fermo sullo schieramento), mentre Coulthard e Tuero si fermano ai box per le riparazioni. Quando la vettura di sicurezza si fa da parte, Michael Schumacher (portatosi in seconda posizione) attacca immediatamente Häkkinen, ma il finlandese resiste e il ferrarista è costretto ad allargare la traiettoria, aprendo così la strada a Fisichella. Il tedesco si sbarazza subito del pilota della Benetton, superandolo alla fine del quinto giro.
Anche Wurz e Verstappen vengono a contatto; l'austriaco ha la peggio e rientra in pista terzultimo. Irvine passa Alesi e si porta in quarta posizione proprio mentre Barrichello abbandona per problemi ai freni. Nel frattempo, Coulthard rimonta molto rapidamente e dalla diciannovesima posizione occupata al secondo passaggio si porta alla nona già al decimo giro. Cercando di mantenere il ritmo di Häkkinen, al 17º giro Schumacher esce di pista alla penultima curva, danneggiando la propria vettura; il pilota tedesco è così costretto ad effettuare un intero giro senza l'alettone anteriore, e quindi ad una sosta anticipata. Nello stesso giro esplode il motore sulla Williams di Frentzen; nel corso della 19ª tornata, Coulthard sopravanza Alesi, portandosi in quarta posizione.
Prima dei rifornimenti Häkkinen conduce davanti a Fisichella, Irvine, Coulthard, Alesi, Ralf Schumacher, Trulli, Villeneuve, Verstappen ed Herbert. Al 22º giro Fisichella rifornisce, rientrando in pista mentre sopraggiunge Alesi. I due proseguono appaiati fino alla seconda staccata, dove nessuno dei due cede strada all'altro e i due finiscono per toccarsi, terminando la propria gara nella via di fuga. Al giro seguente rifornisce anche Irvine, che cede il secondo posto a Coulthard; i due piloti McLaren, gli unici partiti per effettuare un solo pit stop, entrano ai box rispettivamente al 34º ed al 37º giro. Quando torna in pista Häkkinen conduce davanti a Coulthard, Irvine, Ralf Schumacher, Michael Schumacher, Villeneuve e Trulli.
Al 53º giro Michael Schumacher raggiunge il fratello Ralf, con il quale duella per diversi giri prima di superarlo. Dopo aver sopravanzato il fratello, Schumacher comincia a riavvicinarsi ad Irvine; il nordirlandese rallenta per facilitare il ricongiungimento, fino a quando dai box gli viene esposto un inequivocabile cartello con la scritta P4, ovvero quarto posto. Lo scambio di posizione avverrà a quattro giri dal termine. Häkkinen e Coulthard conquistano la quarta doppietta stagionale davanti alle due Ferrari di Schumacher ed Irvine; chiudono la zona punti Ralf Schumacher e Villeneuve.

### Classifica
| Pos      | N  | Pilota                | Costruttore/Motore    | Giri | Tempo/Ritiro                       | Griglia | Punti |
| -------- | -- | --------------------- | --------------------- | ---- | ---------------------------------- | ------- | ----- |
| 1        | 8  | Mika Häkkinen         | McLaren - Mercedes    | 71   | 1:30:44.0                          | 3       | 10    |
| 2        | 7  | David Coulthard       | McLaren - Mercedes    | 71   | +5.289                             | 14      | 6     |
| 3        | 3  | Michael Schumacher    | Ferrari               | 71   | +39.092                            | 4       | 4     |
| 4        | 4  | Eddie Irvine          | Ferrari               | 71   | +43.976                            | 8       | 3     |
| 5        | 10 | Ralf Schumacher       | Jordan - Mugen-Honda  | 71   | +50.654                            | 9       | 2     |
| 6        | 1  | Jacques Villeneuve    | Williams - Mecachrome | 71   | +53.202                            | 11      | 1     |
| 7        | 9  | Damon Hill            | Jordan - Mugen-Honda  | 71   | +1:13.624                          | 15      |       |
| 8        | 15 | Johnny Herbert        | Sauber - Petronas     | 70   | +1 giro                            | 18      |       |
| 9        | 6  | Alexander Wurz        | Benetton - Playlife   | 70   | +1 giro                            | 17      |       |
| 10       | 12 | Jarno Trulli          | Prost - Peugeot       | 70   | +1 giro                            | 16      |       |
| 11       | 22 | Shinji Nakano         | Minardi - Ford        | 70   | +1 giro                            | 21      |       |
| 12       | 20 | Ricardo Rosset        | Tyrrell - Ford        | 69   | +2 giri                            | 22      |       |
| Ritirato | 19 | Jos Verstappen        | Stewart - Ford        | 51   | Motore                             | 12      |       |
| Ritirato | 23 | Esteban Tuero         | Minardi - Ford        | 30   | Testacoda                          | 19      |       |
| Ritirato | 5  | Giancarlo Fisichella  | Benetton - Playlife   | 21   | Collisione con J.Alesi             | 1       |       |
| Ritirato | 14 | Jean Alesi            | Sauber - Petronas     | 21   | Collisione con G.Fisichella        | 2       |       |
| Ritirato | 2  | Heinz-Harald Frentzen | Williams - Mecachrome | 16   | Motore                             | 7       |       |
| Ritirato | 18 | Rubens Barrichello    | Stewart - Ford        | 8    | Freni                              | 5       |       |
| Ritirato | 16 | Pedro Diniz           | Arrows                | 3    | Collisione con M.Salo              | 13      |       |
| Ritirato | 17 | Mika Salo             | Arrows                | 1    | Collisione con P.Diniz             | 6       |       |
| Ritirato | 11 | Olivier Panis         | Prost - Peugeot       | 0    | Frizione                           | 10      |       |
| Ritirato | 21 | Toranosuke Takagi     | Tyrrell - Ford        | 0    | Collisione con J.Herbert e E.Tuero | 20      |       |

## Classifiche

### Piloti
| Pos. | Pilota                | Punti |
| ---- | --------------------- | ----- |
| 1    | Mika Häkkinen         | 66    |
| 2    | Michael Schumacher    | 58    |
| 3    | David Coulthard       | 36    |
| 4    | Eddie Irvine          | 32    |
| 5    | Alexander Wurz        | 17    |
| 6    | Giancarlo Fisichella  | 15    |
| 7    | Jacques Villeneuve    | 12    |
| 8    | Heinz-Harald Frentzen | 8     |
| 9    | Rubens Barrichello    | 4     |
| 10   | Mika Salo             | 3     |
| 10   | Jean Alesi            | 3     |
| 10   | Ralf Schumacher       | 3     |
| 13   | Johnny Herbert        | 1     |
| 13   | Pedro Diniz           | 1     |
| 13   | Jan Magnussen         | 1     |

### Costruttori
| Pos. | Team                  | Punti |
| ---- | --------------------- | ----- |
| 1    | McLaren - Mercedes    | 102   |
| 2    | Ferrari               | 90    |
| 3    | Benetton - Playlife   | 32    |
| 4    | Williams - Mecachrome | 20    |
| 5    | Stewart - Ford        | 5     |
| 6    | Arrows                | 4     |
| 6    | Sauber - Petronas     | 4     |
| 8    | Jordan - Mugen-Honda  | 3     |

## Fonti
La cronaca prende spunto dalla rivista Autosprint
Salvo indicazioni diverse le classifiche sono tratte da  Sito di The Official Formula 1, su formula1.com. URL consultato il 7 ottobre 2008.